# Johnny Palazzio
Jean Paul Whittacker, mer känd under sitt artistnamn Johnny Palazzio, född 6 mars 1980, är en sydafrikansk fribrottare. Han är en av de mest framgångsrika fribrottarna i Afrika. Palazzio är främst en teknisk submissionsbrottare. Han brottas i African Wrestling Alliance, baserat i Kapstaden där han debuterade redan 2004.